# 范德米爾 (北卡羅萊納州)
范德米爾（英語：Vandemere）是一個位於美國北卡羅萊納州帕姆利科縣的城鎮。

## 人口
根據2020年美國人口普查的數據，范德米爾的面積為4.23平方千米，當中陸地面積為3.94平方千米，而水域面積為0.28平方千米。當地共有人口246人，而人口密度為每平方千米58人。